# Нутрёнка
Нутрёнка — село в Княгининском районе Нижегородской области России. Входит в состав Белкинского сельсовета.

## География
Село находится на юго-востоке центральной части Нижегородской области, в зоне хвойно-широколиственных лесов, к северу от автодороги 22К-0044, на расстоянии приблизительно 13 километров (по прямой) к юго-востоку от Княгинина, административного центра района. Абсолютная высота — 124 метра над уровнем моря.
Климат
Климат характеризуется как умеренно континентальный, с коротким тёплым летом и холодной снежной зимой. Среднегодовая температура — 3,6 °C. Средняя температура воздуха самого тёплого месяца (июля) — 18,7 °C (абсолютный максимум — 37 °C); самого холодного (января) — −12 °C (абсолютный минимум — −45 °C). Среднегодовое количество атмосферных осадков составляет около 582 мм, из которых 65 % выпадает в тёплый период.
Часовой пояс
Село Нутрёнка, как и вся Нижегородская область, находится в часовой зоне МСК (московское время). Смещение применяемого времени относительно UTC составляет +3:00.

## Население
| 2002 | 2010 |
| ---- | ---- |
| 0    | →0   |